# Rue Monge
Die Rue Monge ist eine Straße im 5. Arrondissements von Paris. Sie führt durch die Quartiers Saint-Victor und Jardin des Plantes.

## Situation und Erreichbarkeit
Die Rue Monge hat eine Länge von 1,26 Kilometern. Sie verläuft in einem leicht geschwungenen Bogen vom Boulevard Saint-Germain in Höhe der Place Maubert zu dem weiter südlich gelegenen Verkehrsknotenpunkt, an dem u. a. die Avenue des Gobelins beginnt.
Sie kann mit folgenden öffentlichen Verkehrsmitteln erreicht werden:
- In der Rue Monge liegen Ausgänge der Métrostationen Place Monge und Censier-Daubenton der Métrolinie 7 sowie Cardinal Lemoine der Métrolinie 10.
- Die Busse der RATP-Linie 47 fahren – mit den Haltestellen Maubert-Mutualité, Cardinal Lemoine, Monge, Censier-Daubenton, Monge-Claude Bernard und Les Gobelins – durch die gesamte Rue Monge.

## Herkunft des Namens
Die im Jahr 1859 angelegte Straße wurde 1864 benannt nach dem Mathematiker und Mitbegründer der École polytechnique Gaspard Monge. Der ursprüngliche Verlauf der Straße führte noch nicht bis zur Avenue des Gobelins, sondern endete weiter westlich in der Rue Mouffetard.

## Bedeutende Gebäude
- Haus Nr. 14: Die Fassade und das Innendekor der hier ansässigen Bäckerei sind seit 1984 als Monument historique eingetragen.[3]
- Haus Nr. 29bis: An dieser Stelle stand, vor Anlage der später geschaffenen Rue Monge, das Haus des Physikers André-Marie Ampère.
- Nr. 49: Hier befindet sich ein Durchgangstor zu den Arènes de Lutèce (Arena von Lutetia).

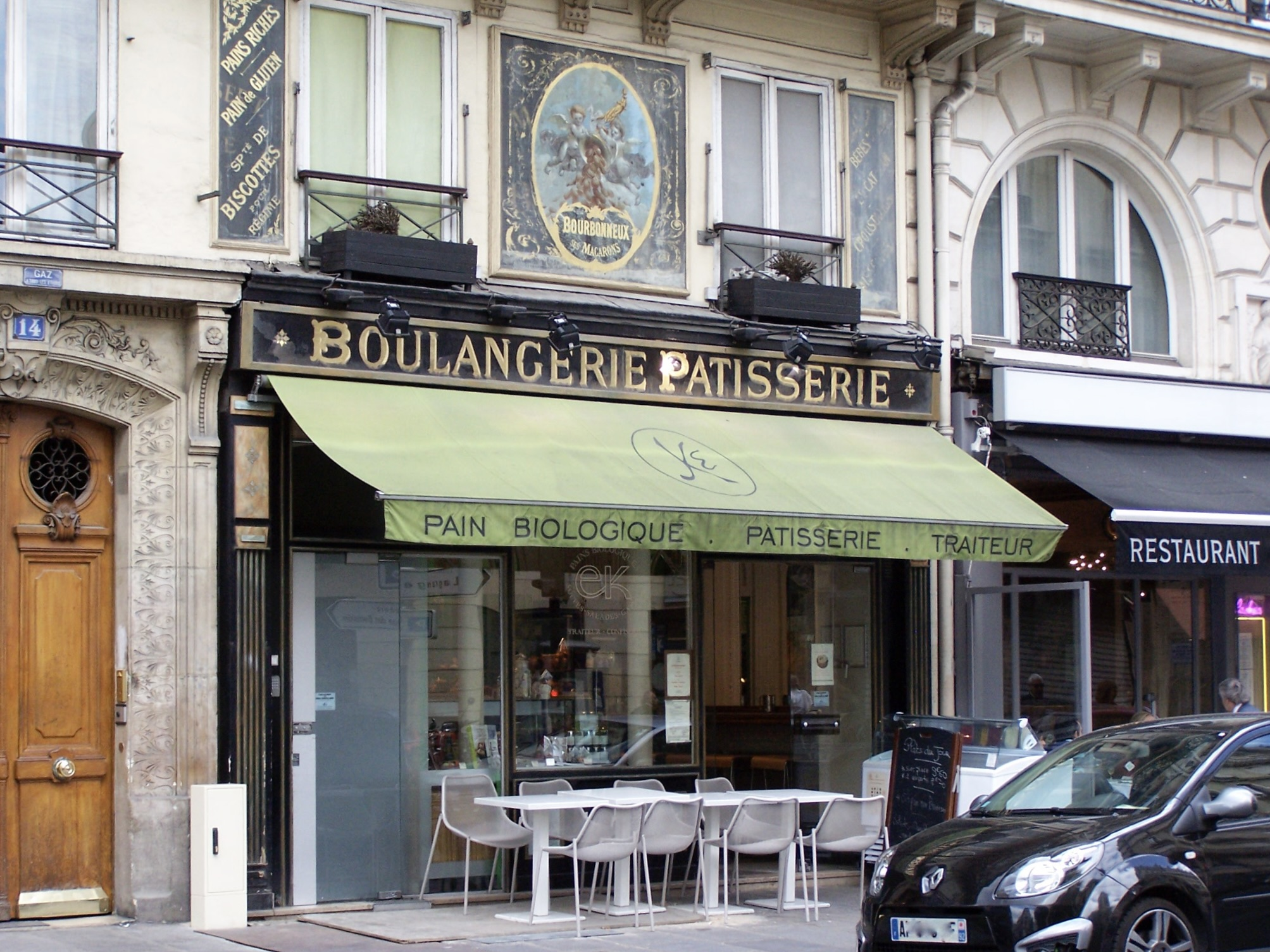
14, Rue Monge: Denkmalgeschützte Fassade der Boulangerie
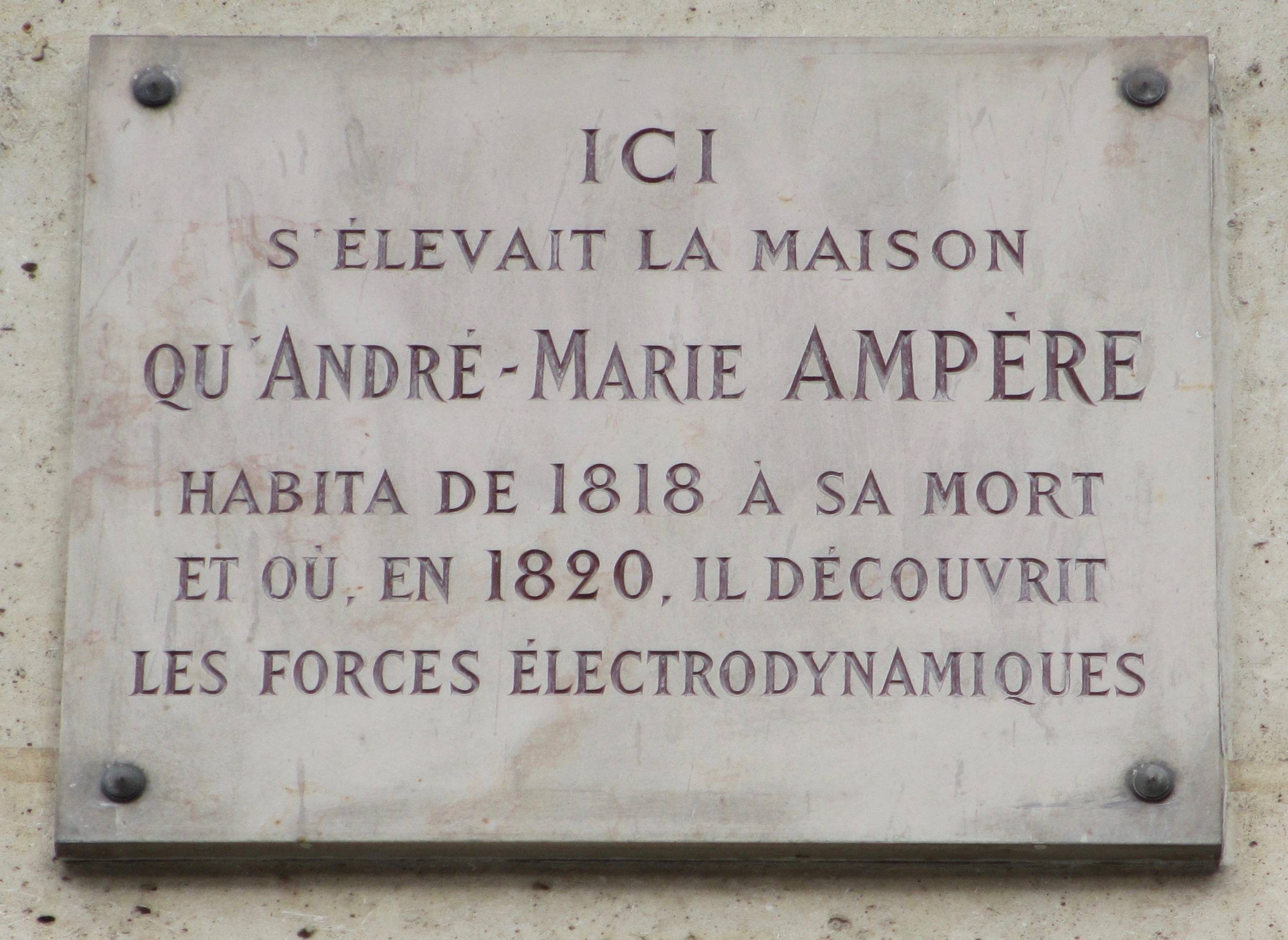
29bis, Rue Monge: Tafel über dem Hauseingang
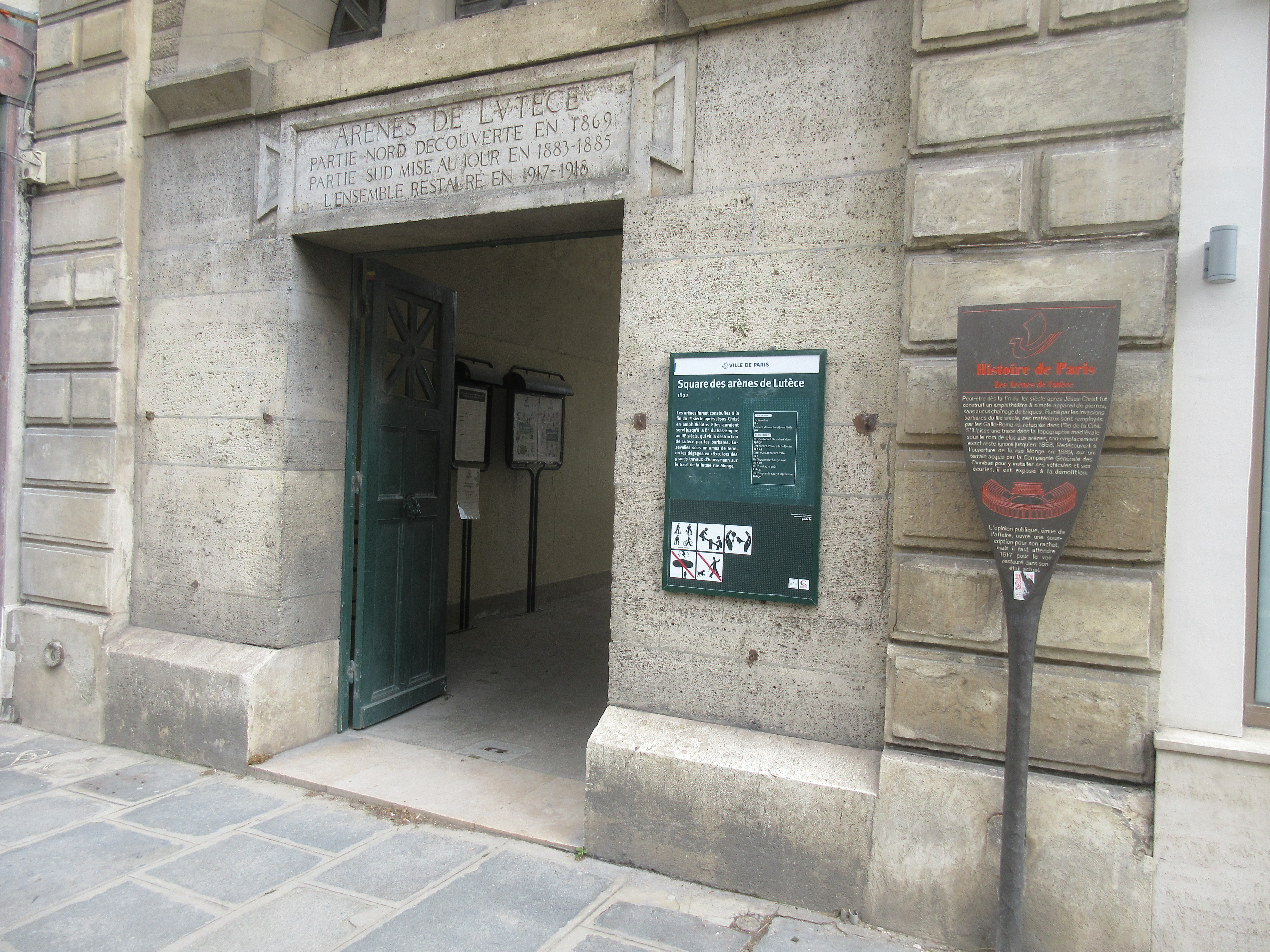
49, Rue Monge: Tordurchgang zu den Arènes de Lutèce

- In der abzweigenden Rue Saint-Victor, aber von der Rue Monge aus zwischen den Hausnummer 9 und 11 im freien Blickfeld, befindet sich die Maison de la Mutualité. Das 1931 eingeweihte Gebäude ist ebenfalls als Monument historique eingetragen.[4] Es dient als Theater und Konzertsaal sowie inzwischen vorwiegend als Veranstaltungsort großer Konferenzen und Versammlungen. Zu erster großer Bekanntheit über Paris hinaus gelangte „die Mutualité“, als dort im Juni 1935 der „Erste Internationale Schriftstellerkongress zur Verteidigung der Kultur“ stattfand.[5]

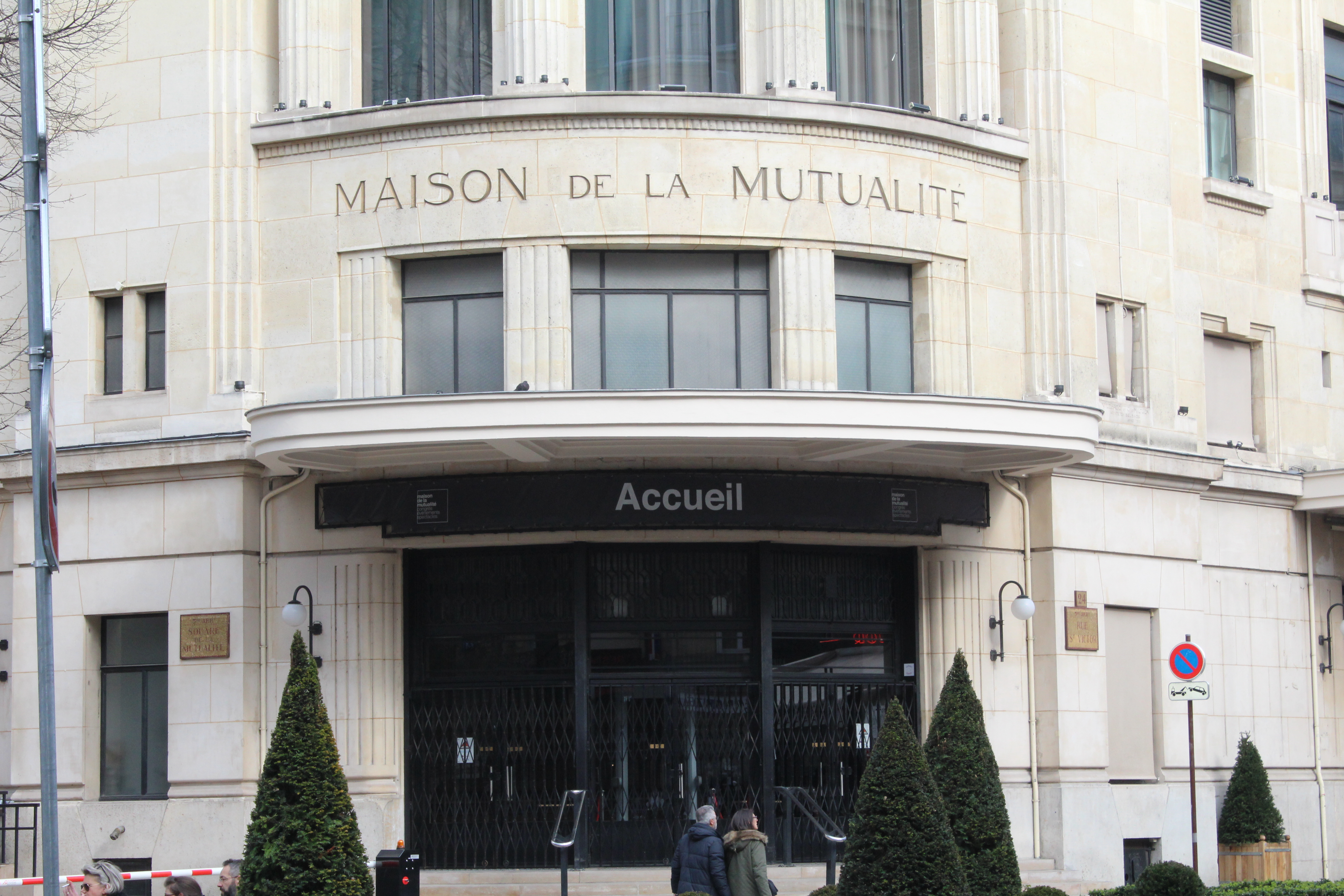
24, Rue Saint-Victor: Maison de la Mutualité von der Rue Monge aus gesehen